# Swiss Diamond Prishtina
Swiss Diamond Prishtina је луксузни хотел са пет звездица у Приштини. Налази се на Булевару Мајке Терезе у централном делу града.
Добитник је међународне награде Стар дајмонд од Америчке академије угоститељских наука за свој луксузни амбијент и персонализоване услуге које нуди.

## Историја
отворен је 1. децембра 2011. године након реновирања хотела Iliria. Претходни хотел су 2006. приватизовали Mabetex Group и Union Commerce, а главни акционар је био албански предузетник Бехђет Пацоли.